# Orpheus Trust
Der Orpheus Trust – Verein zur Erforschung und Veröffentlichung vertriebener und vergessener Musik war ein in Wien gegründeter Verein mit dem Ziel, „vom NS-Regime verfolgte und/oder aus Österreich vertriebene Musikschaffende vor dem Vergessen zu bewahren und ihnen den gebührenden Raum im Musikleben wiederzugeben.“ Er existierte von 1996 bis 2006. Eine als reine Informationsplattform konzipierte Nachfolge-Einrichtung nennt sich „orpheus.news“.

## Geschichte
Initiatorin und treibende Kraft war die in Österreich lebende Niederländerin Primavera Driessen Gruber. Nachdem sie erstmals mit der Thematik der verfolgten Musik in Berührung gekommen war und ihr die dürftige Quellenlage offenbar wurde, kam ihr die Idee zur Vereinsgründung, die sie mit dem Bundesministerium für Wissenschaft, Forschung und Kunst absprach. Die Ausgangsbasis für eine Personen- und Werkdatenbank bildete das Buch Orpheus im Exil. Die Vertreibung der österreichischen Musik 1938–1945, ergänzt durch im Zusammenhang mit der beruflichen Tätigkeit als Kulturmanagerin erlangte Kenntnisse. Es folgte eine unermüdliche Recherchearbeit; dabei wurde in Sachen Ernste Musik/Unterhaltungsmusik kein Unterschied gemacht bzw. keine Wertung vorgenommen.
Der offizielle Gründungstag war der 29. Mai 1996. Die festgelegten Aufgaben lauteten: Erforschung, Dokumentation, Vermittlung und Veranstaltungstätigkeit. Letztere machte sich in rund 300 Veranstaltungen bemerkbar. So wurden mithilfe von Kooperationspartnern mehr als 1500 NS-verfolgte Musikschaffende in ganz Österreich der Öffentlichkeit vorgestellt. Unter den zu Gehör gebrachten Musikstücken waren 130 Ur- und österreichische Erstaufführungen. Anfangs bewerkstelligte dies Gruber zusammen mit einer Assistentin und freiwilligen Helfern.
Das Gründungskonzert Vertrieben – vergessen fand am 1. Oktober 1996 im Mozartsaal des Wiener Konzerthauses statt. Der Standard konstatierte einen „mäßigen Andrang“, der die Notwendigkeit der öffentlichen Beschäftigung mit dem Thema aufzeige. Neben Konzerten, Ausstellungen, Workshops, Vorträgen und Lehrerfortbildungskursen stand eine Grundlagenarbeit in Form von Oral-History-Interviews mit Überlebenden oder deren Angehörigen an, die meist auf DAT-Kassetten aufgenommen wurden und somit auch für Radioeinsätze zur Verfügung gestellt werden konnten. Über die Jahre hinweg gab es die Veranstaltungsreihe Mit leichtem Gepäck, durch deren Konzerte Gerhard Bronner führte, ein selbst von der Vertreibung Betroffener. Im Frühjahr 1998 wurde ein Fritz-Spielmann-Festival und im Dezember 1999 eine Fritz-Spielmann-Gala organisiert. Von 2000 bis 2002 (jeweils einige Wochen lang) sorgte das Projekt Klangwege für eine breite Aufmerksamkeit, denn die Musikinstallationen in Gestalt von Klangboxen an den ehemaligen Wohnstätten der Vertriebenen erreichten auch Menschen, die keine Konzertgänger sind. Allerdings stemmten sich 25 der 53 „betroffenen“ Hauseigentümer gegen die Anbringung, woraufhin die Organisatoren in diesen Fällen auf Klangsäulen auf einem zentralen Platz auswichen. Zu der Aktion gab es eine Broschüre und ein musikalisches Rahmenprogramm. Von 1997 bis 2001 fand eine Reihe von Podiumsrunden unter dem übergeordneten Titel Musik im Exil statt. Diese Reihe war interdisziplinär ausgerichtet, wodurch auch zum Beispiel dem Tänzer und Choreografen Andrei Jerschik ein Diskussionsabend gewidmet werden konnte. In Angriff genommen wurde auch eine Autographen-Sichtung mit Bestandserfassung unter der Projektbezeichnung „Inventarisierung des handschriftlichen Notenmaterials aus dem Nachlass Fritz Spielmann“.
Im Januar 2000 beklagte Primavera Gruber die Höhe der staatlichen Subvention. Für die Konzerte erhielt der Orpheus Trust von Bund und Stadt jährlich 700.000 Schilling. Die Bereiche Archiv und Forschung wurden dagegen nicht subventioniert, erforderten neben dem persönlichen Engagement jedoch ebenfalls den Einsatz beträchtlicher Geldmittel. Im September 2000 konnte ein Zuwachs an Mitarbeitern vermeldet werden, denn eine dreijährige Förderung durch das Bildungsministerium ermöglichte es, den Aspekt „Frankreich als Exil- und Durchgangsland“ – woraus die Veranstaltung „Douce France?“ (Vortrag im Dezember 2001, Musikfestival vom November 2004 bis Februar 2005) hervorging – zu untersuchen sowie die Bereiche Veranstaltungsorganisation, Öffentlichkeitsarbeit und Datenbankbetreuung personell besser auszustatten. Dennoch klafften 2001 weiterhin Finanzierungslücken, sodass Kündigungen anstanden. Nach Auslaufen der Förderung Ende 2003 ging dieser Zustand in eine akute Existenzbedrohung über, da staatliche und städtische Zuwendungen nur noch für eine Halbtagsstelle hinreichten. Mitgliedsbeiträge (zuletzt zählte der Verein über 550 Mitglieder), Spenden, ein Preisgeld (2003), ein Benefizkonzert (2004) und eine bescheidene Zuschusserhöhung (2005) linderten die Geldnot nur leicht. 2004 waren es wieder zwei Halbtagsstellen (eine davon Gruber selbst), und das zweimal aufgeschobene Frankreich-Festival wurde verwirklicht, wenn auch durch Verzicht auf kleinere Konzerte. Zum Jahresende 2005 musste die Arbeit eingestellt und das angemietete Büro musste aufgegeben werden.
Die Zahl der in der Datenbank erfassten NS-verfolgten Musikkünstler und -künstlerinnen lag zu diesem Zeitpunkt im Größenbereich von 5200 bis 5400 Personen. Darüber hinaus waren dem Verein mehrere Nachlässe, persönliche Dokumente, Partituren, Fotos und andere Materialien anvertraut worden. Zahlreich war auch das selbsterstellte Material wie die Interviews auf DAT-, Kompakt- beziehungsweise Video-Kassetten nebst Abschriften davon. Zeugnisse der im Hintergrund geleisteten Arbeit sind die Protokolle, Korrespondenzen (mit Musikschaffenden, Vereinsmitgliedern und Behörden), Programmzettel, Einladungsschreiben, Plakate, Presseaussendungen und -ausschnitte, aber auch die Sammlungen von Forschungsergebnissen, Fachaufsätzen, Musikalien, Personendossiers, Radio- und Fernsehmitschnitten und die rund 1000 Bücher und Zeitschriften umfassende Handbibliothek. Der Umfang allein der schriftlichen Unterlagen beträgt 15 laufende Meter.
Als letztes Lebenszeichen kann im Mai 2006 die von Konzerten flankierte Konferenz „Face the Music – Musik, Verfolgung, Freiheit. Verfolgte Musikschaffende – verdrängte Musik in den totalitären Regimen im Europa des 20. Jahrhunderts“ verstanden werden, die von den Außenministerien der Länder Österreich, Tschechische Republik, Slowakei, Polen, Slowenien und Ungarn mit verschiedenen Kooperationspartnern – darunter dem Orpheus Trust – veranstaltet wurde. Am 22. Juni 2006 beschloss eine außerordentliche Generalversammlung die Auflösung des Vereins per 31. August 2006. Ferner wurde unter Einbeziehung der Nachlass-Donateure entschieden, dass sämtliche Sammlungsobjekte und Vereinsunterlagen der Akademie der Künste in Berlin übergeben werden sollten.
Während Gruber mit verschiedenen Buchveröffentlichungen an die Pionierleistungen des Orpheus Trusts anknüpfte, begannen andere ehemalige Beteiligte mit dem Betreiben einer Website namens orpheusnews.at. „Der nicht auf Gewinn gerichtete Verein orpheus.news – Verein zur Vermittlung von Informationen und Koordination von Aktivitäten zur vom Nationalsozialismus verfolgten Musik“, heißt es in der Selbstbeschreibung, „bezweckt die Sammlung und Vermittlung von Informationen zu Aktivitäten auf dem Gebiet der im Nazismus verfolgten und aus Österreich vertriebenen Musik, ihrer Protagonisten und Werke und setzt Impulse für weitere Aktivitäten“.

## Bedeutung
Der Orpheus Trust stellte in der Presseaussendung vom 3. Oktober 2005 seine besondere Bedeutung heraus: „In den fast 10 Jahren seit seiner Gründung hat der Orpheus Trust seine Pionierrolle beim Anliegen, Musik und Musikern, die Opfer des nationalsozialistischen Terrors wurden und – fast immer – bis an ihr Lebensende vergessen blieben, den gebührenden Raum wieder zu geben, mit so großem Erfolg ausgeübt, dass der Verein zu einer in Österreich und international anerkannten und geachteten Institution geworden ist.“ Den Verein erreichten jährlich mehr als 300 Forschungsanfragen aus aller Welt.
In einem Kommentar des Standard hieß es, die Institution habe „ohne großen rhetorischen Dampf und ohne opportunistisches Gewusel in Politikerbüros wertvolle Knochenarbeit“ verrichtet, um mit Sammeleifer und Sicherungsmaßnahmen „zumindest fiktiv wieder herzustellen“, was „einst durch Unrecht und Kunstfeindschaft“ zerschlagen wurde.

## Auszeichnungen
- 2003: Dr.-Karl-Renner-Preis für die Vereinsaktivitäten des Jahres 2001
- 2005: Premio Nazionale „Silvio Sanmarco Springer“, 5. Ausgabe

## Musiker und Musikerinnen (Auswahl)
| - Paul Arma - Elkan Bauer - Joseph Beer - Herta Blaukopf - Norbert Brainin - Max Brand - Gerhard Bronner - Else Cross - Franz Engel - Karl Farkas - Hans Gál - Felix Galimir | - Jacob Gilboa - Ernest Gold - Peter Gradenwitz - Roman Haubenstock-Ramati - Joseph Horovitz - Walter Jurmann - Emmerich Kálmán - Oskar Karlweis - Hugo Kauder - Erich Wolfgang Korngold - Leopold Krauss-Elka - Georg Kreisler | - Ernst Krenek - Kurt List - Hermann und Alfred Lunger - Franz Mittler - Ferdinand Piesen - Josef Reitler - Kurt Roger - Ernst Römer - Jacques Rotter - Julius Rudel - Ernst Schön - Fritz Spielmann | - Franz Steiner - Richard Stöhr - Joachim Stutschewsky - Ernst Toch - Bruno Walter - Franz Waxman - Vally Weigl - Erwin Weiss - Erich Zeisl/Eric Zeisl - Alexander Zemlinsky - Herbert Zipper |

Ebenfalls berücksichtigt wurde z. B. Franz Schreker, der noch vor den Judenverfolgungen starb.

## Publikationen (Auswahl)
- Orpheus Trust (Hrsg.): Spring came back to Vienna. Fritz Spielmann Festival. Komponist, Pianist, Entertainer in Wien, Paris, New York, Hollywood (= Zirkular; Sondernummer 52). Dokumentationsstelle für neuere österreichische Literatur, Wien 1998, ISBN 3-900467-52-8. (Konferenzschrift)
- Bernhard Horak: Paul Arma. Mouvement dans le Mouvement. Ausstellung des Vereins Orpheus Trust über Paul Arma vom 1. Dezember 2004 bis zum 6. Januar 2005 im Künstlerhaus in Wien im Rahmen des Festivals „Douce France“. Orpheus Trust, Wien 2004. (Mit komplettem Werkverzeichnis der Kompositionen Paul Armas.)
- Michel Cullin, Primavera Gruber (Hrsg.): Douce France? Musik-Exil in Frankreich. Musiciens en exil en France. 1933–1945. Böhlau Verlag, Wien/Köln/Weimar 2008, ISBN 978-3-205-77773-1.

## Filmografie
- 2004: In der Fremde zu Haus (Dokumentarfilm, Koproduktion von Prisma Film und Bonus Film, 98 min, Regie: Hubert Canaval).